# Semaeopus hypoderis
Semaeopus hypoderis là một loài bướm đêm trong họ Geometridae.